# Polaris Project
Polaris Project és una organització no governamental amb seu a Washington, D.C., als Estats Units d'Amèrica, fundada el 2007 per Derek Ellerman i Katherine Chon. Les persones contacten amb l'organització mitjançant cridades telefòniques i correus electrònics. Des de 2014 utilitza la tecnologia, facilitada per Palantir Technologies, per a l'anàlisi de dades massives pretenent ser més efectiva en el seu objectiu de combatre el tràfic de persones.